# Sexploitation
Sexploitation is een filmgenre waarin seksualiteit belangrijker is dan de verhaallijn. Het is een samentrekking van de Engelse woorden sex en exploitation; de sexploitation-film is dan ook een subgenre van de exploitatiefilm.
Sexploitation-films verschillen van pornofilms, omdat de eerste nog een verhaal vertellen, waar pornofilms uitsluitend gericht zijn op de seksscènes. Sexploitation-films kenmerken zich vaak door sexy geklede vrouwen, blote borsten en nudisme. Hiermee richt het genre zich praktisch alleen op de mannelijke smaak. De genitaliën en penetratie zijn, in tegenstelling tot porno, vaak niet te zien.
Elementen uit de sexploitation maken vaak ook deel uit van andere exploitatiefilms.

## Bekende regisseurs
- Tinto Brass
- Michael Findlay
- Jesús Franco
- David F. Friedman
- Stanley Long
- Radley Metzger

- Russ Meyer
- Andy Milligan
- Jean Rollin
- Joseph W. Sarno
- Doris Wishman
- Joe D'Amato

## Bekende films
- Black Emanuelle-filmreeks
- Bordel SS
- Caligula
- Emmanuelle-filmreeks
- Faster, Pussycat! Kill! Kill!
- Hitler's Harlot
- Ilsa, Harem Keeper of the Oil Sheiks

- Ilsa, She Wolf of the SS
- Ilsa, the Tigress of Siberia
- Ilsa, the Wicked Warden
- Salon Kitty
- Supervixens
- The Voyeur